# 뚜옌럼호

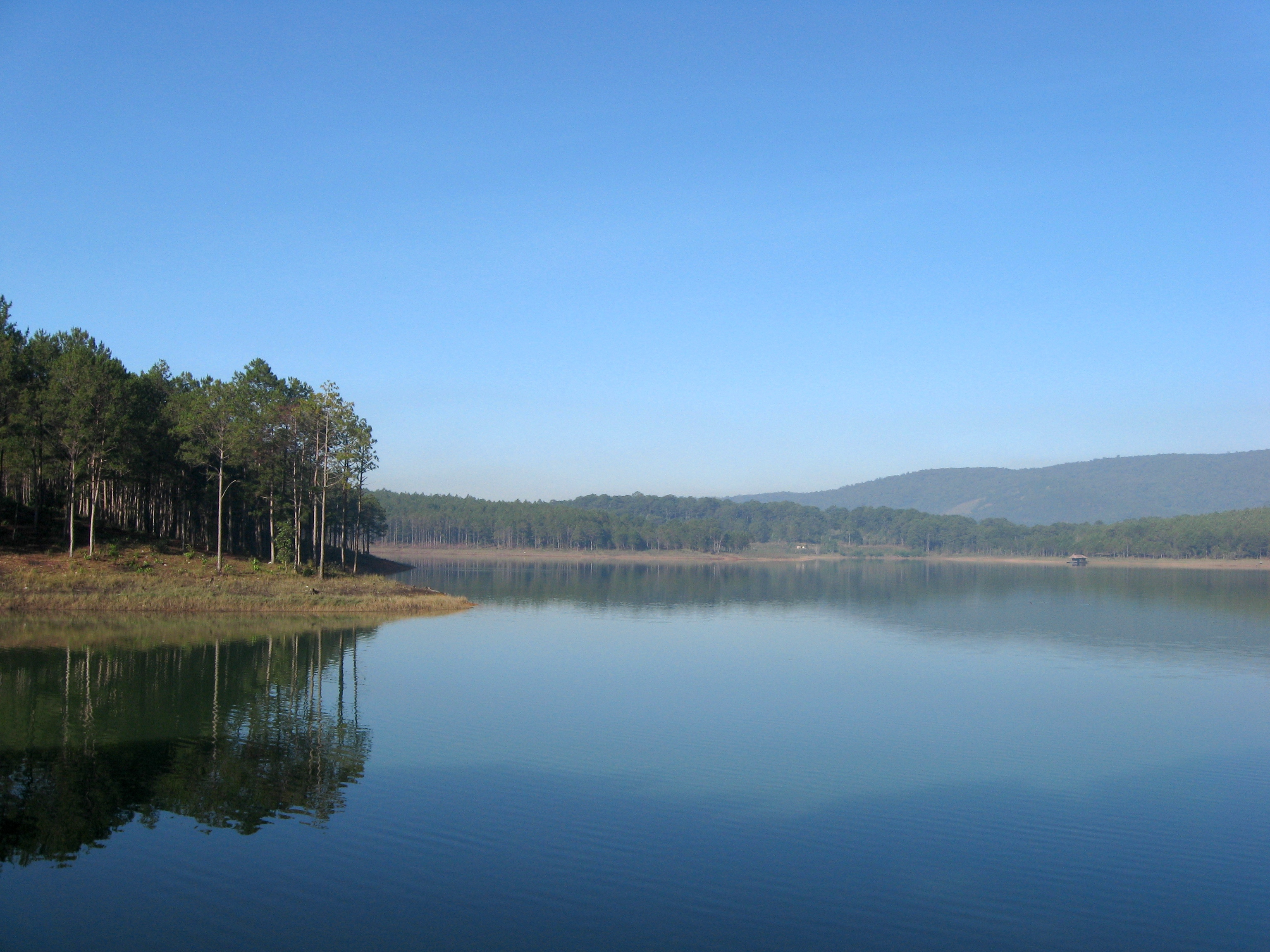
뚜옌럼호

뚜옌럼호(베트남어: Hồ Tuyền Lâm / 湖泉林)는 베트남 럼동성 달랏시의 인공호수다. 이 호수는 21개의 국가 관광 지역 중 하나이다. 이곳에서 케이블카를 이용해 쭉럼선원(Thiền Viện Trúc Lâm, 竹林禪院)으로 갈 수 있다.
1982년부터 1987년까지 럼동 수로공사가 호수를 띠아천을 막아 호수를 만들고, 꽝쭝호로 이름지었다가, 이후 뚜옌럼호로 개명했다. 달랏 최대의 담수호로 표면 면적 3.2km2에 이르는 면적을 가지고 있다. 달랏 시내 중심가에서 7km 떨어진 곳에, 그리고 달랏 폭포에서 2km 떨어진 곳에 위치해 있다. 풍호앙산 부근에 위치한 이곳은 아름다운 경치와 풍부한 여행 테마를 갖춘 복합 지역으로 꼽힌다.

## 갤러리

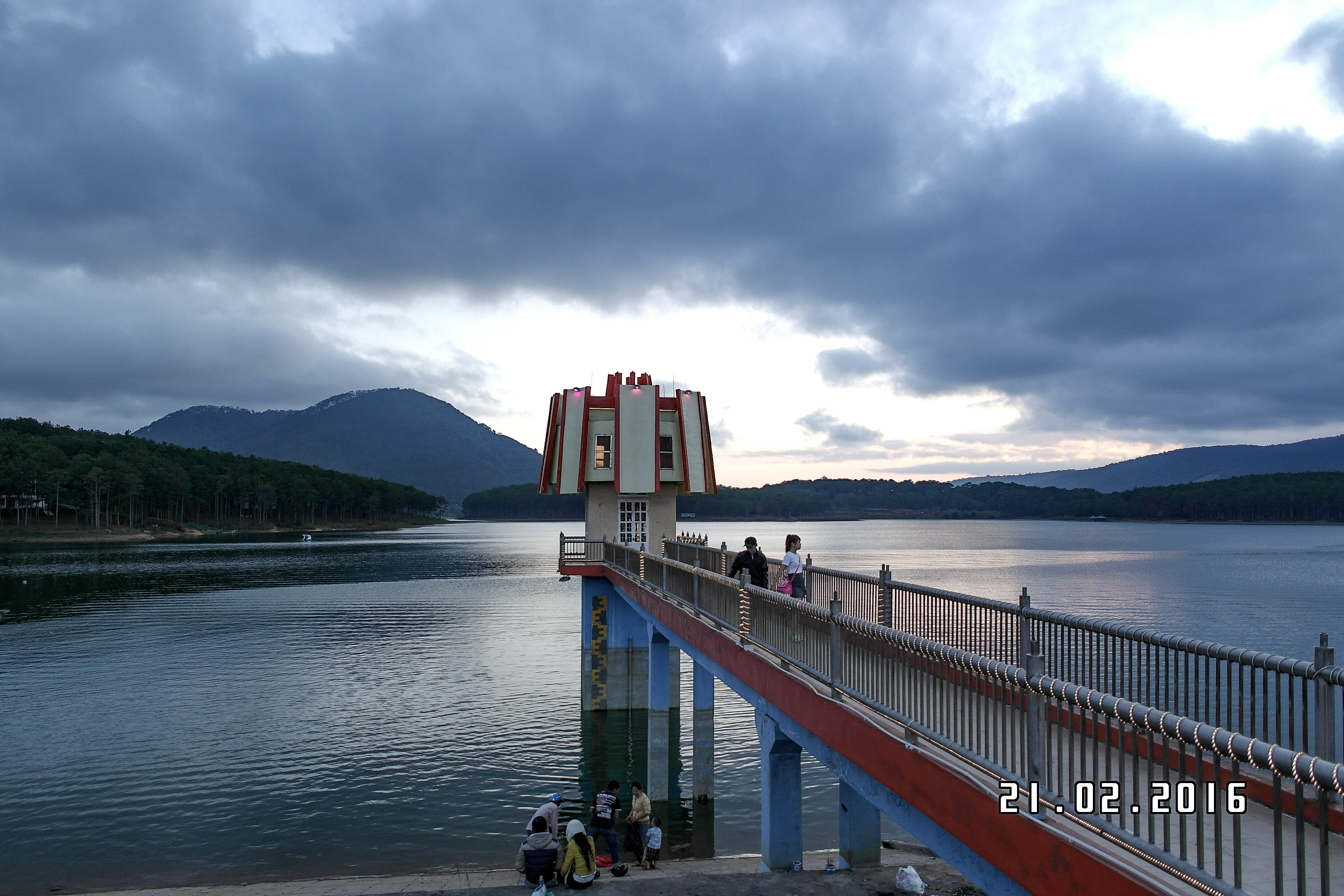
뚜옌럼호 전망대
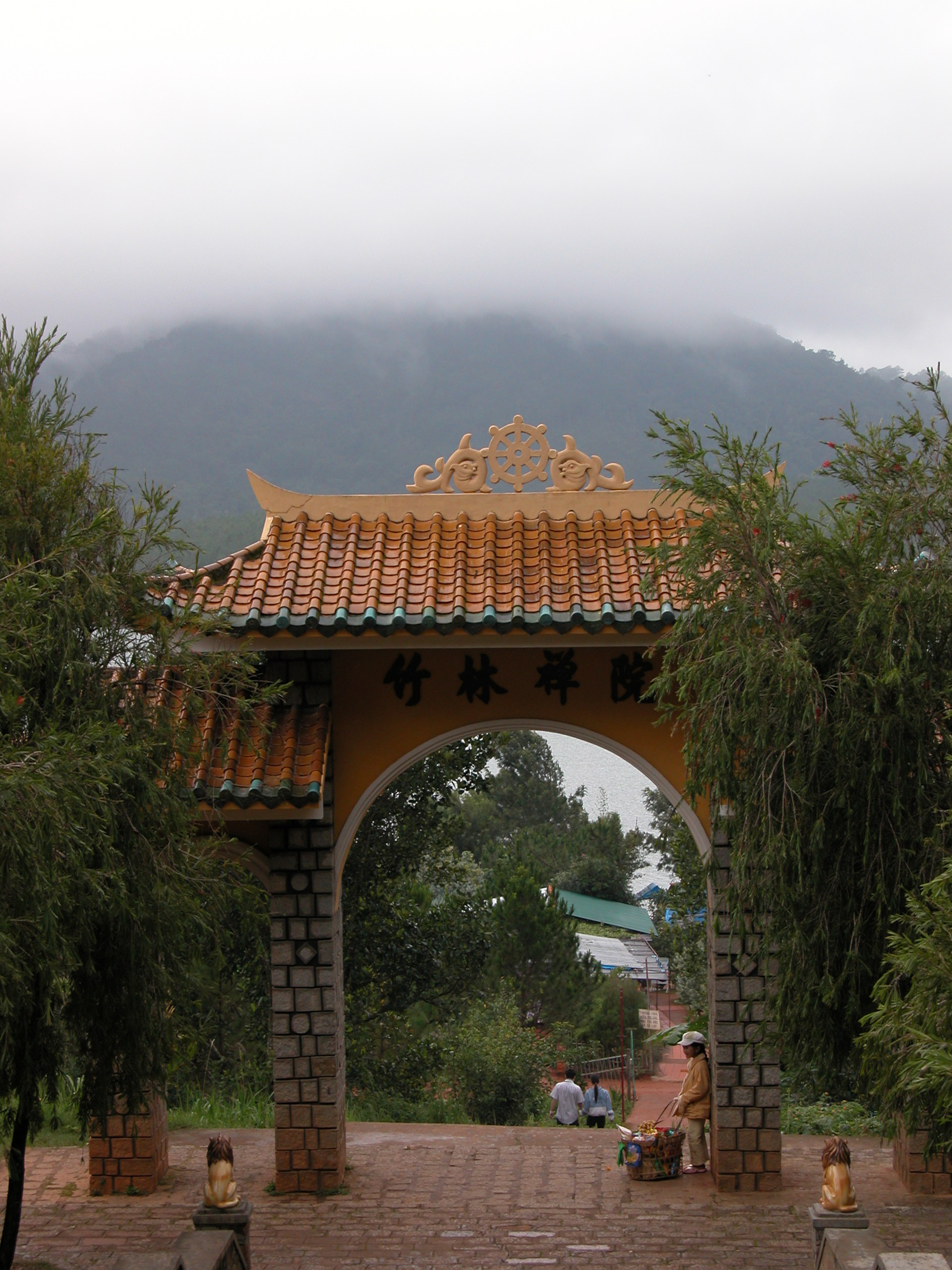
쭉럼 선원
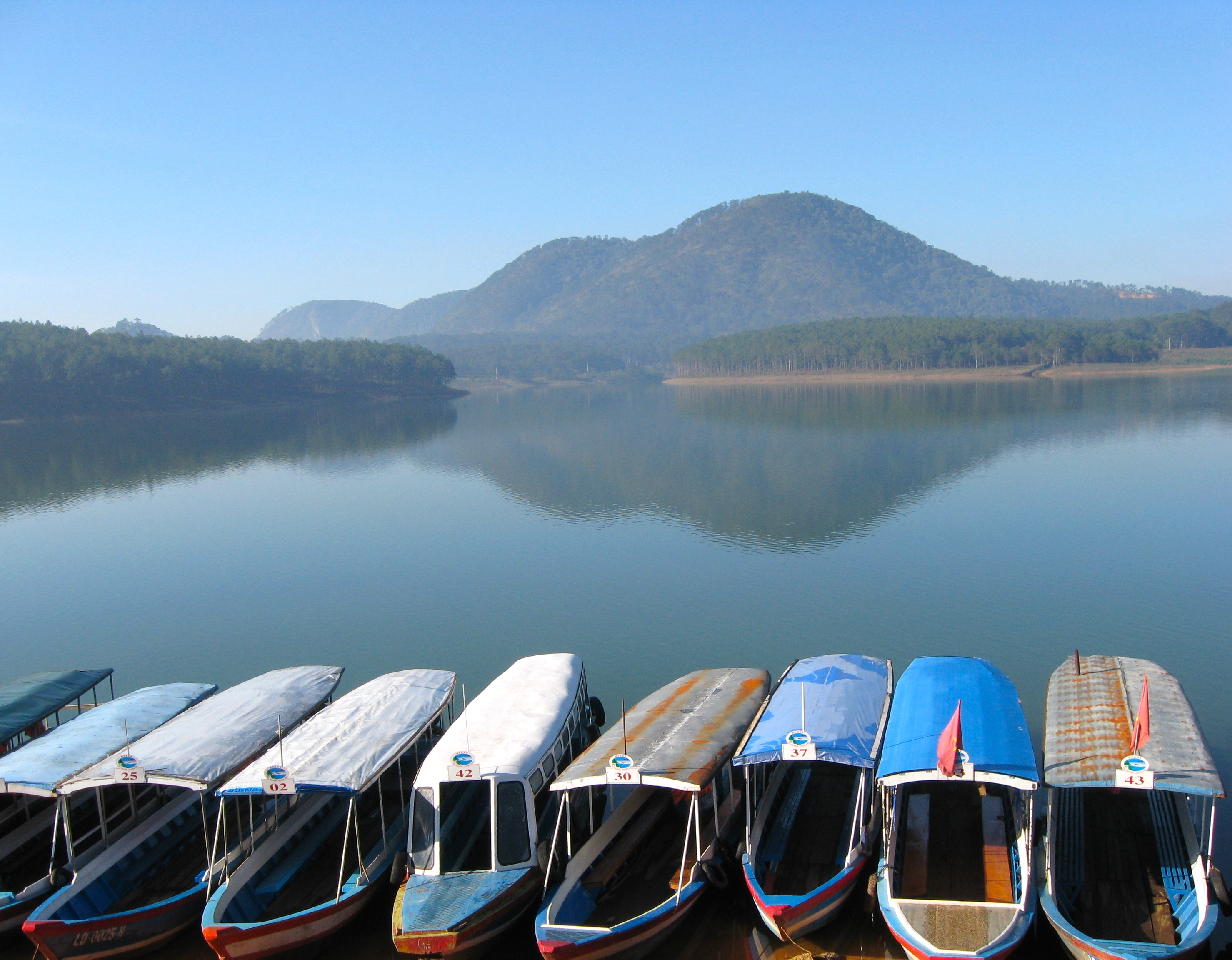
뚜옌럼호